# Städtisches Gymnasium am Oelberg
Das Städtische Gymnasium am Oelberg ist eine Schule in Königswinter im Rhein-Sieg-Kreis (Nordrhein-Westfalen). Sie liegt im Stadtteil Oberpleis nahe der Grenze zu Rheinland-Pfalz. Schüleraustauschprojekte gibt es mit den Schulen der Partnerstädte Krakau (Polen) und Cognac (Frankreich). Der Name ist vom Ölberg, dem höchsten Berg im Siebengebirge, hergeleitet.

## Geschichte
Die Schule wurde 1969 eröffnet. Bis in die 1960er Jahre war der Weg zum nächsten Gymnasium von der damaligen Gemeinde Oberpleis und den umliegenden Dörfern aus weit und beschwerlich. Aus diesem Grund schlossen sich 1966 Eltern zu einer Initiative für einen weiterführenden Schulkomplex in Oberpleis zusammen. Der Bau der Schule begann 1968. Bis 1971 wurde die Schule als Außenstelle des Siegburger Anno-Gymnasiums geführt, danach als unabhängige Schule. Oberpleis ist seit 1969 Stadtteil von Königswinter.

## Arbeitsgemeinschaften
- Chöre, darunter vor allem der Schedrik-Chor (2. Preis im Jahr 2002 beim Deutschen Chorwettbewerb)[2]
- deutsch- und englischsprachige Theatergruppe
- PC-Administration
- Bühnentechnik-AG
- Schul-Orchester
- Schul-Band
- Schulsanitätsdienst
- Sporthelfer-AG

## Bekannte Absolventen
- Lothar H. Wieler, Präsident des Robert Koch-Instituts (Abitur 1980)[3]
- Lutz Wagner, Bürgermeister von Königswinter
- Jeannine Michaelsen, Fernseh- und Radiomoderatorin (Abitur 2001)
- Konstanze Klosterhalfen, Mittelstreckenläuferin und Deutsche Rekordhalterin im Meilen-, 3000-, 5000- und 10.000-Meter-Lauf (Abitur 2015)
- Mario Dahm, SPD-Politiker und Bürgermeister der Stadt Hennef
- Lars Lokotsch, Fußballspieler